# Вассалитет
Вассалите́т (фр. vassalité, от лат. vassus — слуга) — система иерархических отношений между феодалами в виде личной зависимости одних феодалов (вассалов, министериалов, голдовников) от других (сеньоров, сюзеренов). Широко была распространена в средневековой Западной Европе.

## Вассалитет в Западной Европе
Система западно-европейского вассалитета сформировалась в VIII—IX веках во Франкском королевстве и закрепилась в IX веке, когда франкский король Карл Лысый издал «Мерсенский капитулярий», по которому каждый свободный крестьянин должен был стать чьим-то «человеком», первоначально земли передавались вассалу пожизненно, за исключением тех случаев, когда договор разрывался одной из сторон, что чаще всего вело к лишению феода. Однако, к X веку вассалы получили право оставлять наделы в наследство своим родственникам. Система вассалитета состояла в иерархическом подчинении феодалов друг другу. Во главе всех феодалов в государстве был верховный сюзерен, обычно король, он мог пожаловать землю (феод, лен, фьеф) своим вассалам — которые, в свою очередь, делили земли на маленькие участки и раздавали своим вассалам, эта «лестница соподчинения»  продолжалась до получения земли рыцарями, которые уже не имели собственных вассалов и управляли непосредственно крестьянами. Вассал был обязан состоять в совете при своем господине, нести воинскую повинность в войске сюзерена (обычно 40 дней в году), защищать границы его владений, а также в случае поражения выкупать господина из плена. Сеньор был обязан защищать своего вассала от военного нападения.
Крупные феодалы имели по отношению к королю довольно большие вольности. По иммунитетной грамоте они могли сами собирать на подвластных землях налоги, вершить суд и принимать иные решения вне зависимости от короля. Многие герцоги и графы могли чеканить свою монету.
Отношения между сеньором и вассалом закреплялись принесением клятвы верности и совершением соответствующего ритуала (коммендация, позднее — оммаж), во время которого вассал вкладывал свои ладони в ладони сеньора, а тот передавал вассалу меч и перчатку (обычай возвращать перчатку при разрыве отношений — позднее при вызове на дуэль).
Во многих странах континентальной Европы действовало правило «вассал моего вассала — не мой вассал», по которому непрямой вассал короля не был обязан ему подчиняться. Такая система способствовала увеличению феодальной раздробленности, и с введением практики иммедиатизации (установления прямой вассальной зависимости мелких рыцарей от короля), а затем с укреплением абсолютной монархии, это правило прекратило действовать. В Англии это правило не утвердилось, и король, как верховный собственник всей земли, принимал присягу на верность от всех землевладельцев. Таким образом, как непосредственные вассалы короля, так и подвассалы (средние и мелкие землевладельцы) были обязаны нести службу в пользу короля и подчиняться его постановлениям. Правило не утвердилось и в Византии, где обосновавшиеся на освобождённых от турок в конце XI века землях крестоносцы вынуждены были присягнуть византийскому императору.
С формированием в Европе централизованных государств вассальная система утратила своё значение. Начиная со второй половины XIII века воинская повинность вассалов заменялась содержанием наёмной армии. Вассалитет как один из институтов власти был упразднён под влиянием революционных настроений в Европе в XVIII—XIX веках.

## Вассалитет в Средней Азии
Система вассалитета в Средней Азии закончила формироваться к XI—XIII векам. К этому времени пожалованная земля (икта) переходит в наследственную. Как и в Европе, владелец икта нёс военную (гражданскую) службу, а также взимал налоги с крестьян. Однако вследствие более сильной централизованной власти азиатские феодалы не имели таких больших вольностей, в отличие от европейских феодалов.

## Вассалитет в Японии
Японский феодализм просуществовал вплоть до реставрации Мэйдзи (1868 год). В Японии номинальным собственником земли считался император. Фактически же она принадлежала феодалам: в XVII—XIX веках один лишь правящий дом Токугава владел четвертью всех земель. 
Кроме того, в Японии имелось около 250 князей (даймё) разных категорий, которые владели огромными территориями. Сохранялись и крестьянские формы землевладения, но их роль всё больше уменьшалась.
В Японии прочно укоренился вассалитет, самураи были преданными вассалами даймё, от которых они получали земельные пожалования. Устойчивая феодальная иерархия сложилась на базе условных форм землевладения.
Японский феодализм распространялся и на город. Японский город феодальной эпохи оставался бесправной и податной территорией. На грани XII—XVIII веков в городах Японии проживало около 4 млн человек, но из них лишь около 1 млн были ремесленниками и торговцами.
Спецификой феодального режима Японии была необычайная многочисленность самураев, которые зачастую не имели земли. Поэтому возникала своеобразная система материального обеспечения вассалов — коку, рисовый паёк.

## Вассальные государства
В Новое время появился термин вассальное государство. Его применяли, когда средневековую терминологию применяли, описывая иные исторические периоды.
При победе в войне, при дипломатическом поражении одно государство могло стать по отношению другому вассальным государством с сохранением некоторой автономности. Правитель побеждённого государства становился вассалом правителя другой страны.